# Intruder

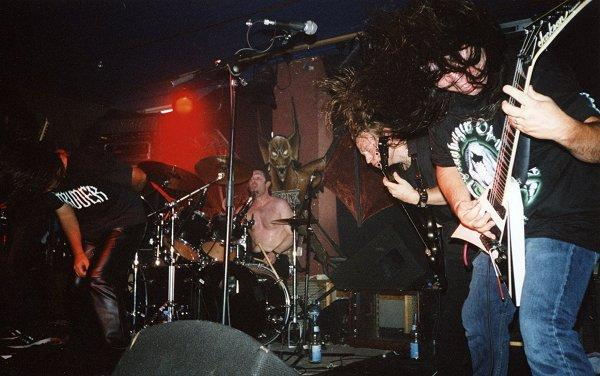

Intruder — американская трэш-метал-группа из города Нэшвилл, штат Теннесси. Изначально известная как
«Transgresser» (англ. «Правонарушитель»), группа представляла собой кавер-квартет. После подписания контракта с Metal Blade Records к группе присоединился ритм-гитарист Грег Мэссик.
Группа просуществовала относительно недолгое время. Выпустив 3 полноценных альбома и 2 EP в период 1987—1991, Intruder
окончательно распались в 1992. С тех пор группа воссоединялась несколько раз для живых выступлений.

## История
Группа сформировалась в 1984 году под именем «Transgresser». В 1984 году вышла первая демозапись, а в 1986 вторая (все они позже появятся на переиздании первого альбома). Сменив несколько наименований, группа в итоге пришла к нынешнему «Intruder». Свой первый альбом «Live to Die» (англ. «Жить, чтобы умирать») музыканты выпустили на Ironworks и Azra Records (небольшой независимый лейбл). Этот альбом свет увидел в 1987 году и был записан в духе спид-металла.
В 1989 году группа подписывает контракт с лейблом Metal Blade. В это время в группу приходит ритм-гитарист Груг Мессик, и в 1989 году Intruder издают свой второй «A Higher Form of Killing» (англ. «Высшая форма убийства») впятером. Альбом являл собой отход от спид-металла в сторону трэш-метал сцены. В 1990 году вышел EP «Escape from Pain» (англ. «Побег от боли»), ныне являющийся раритетом. Этот EP был записан в поддержку тура, он также должен был вернуть метал-группам, базирующимся в Теннесси, возможность играть вживую, однако под давлением лейбла вышел ограниченным тиражом. На «Escape frome Pain» содержались песни, бывшие на предыдущих записях группы, а также кавер на песню «25 or 6 to 4» группы Chicago. Новая песня была всего одна, это был небольшой трек. «Escape from Pain» оказался единственным релизом Metal Blade, который не будет опубликован на всех трех носителях, то есть на cd, кассете и виниле.
В 1991 году Intruder выпускает свой заключительный полноценный альбом «Psycho Savant» (англ. «Сумасшедший учёный»). Это был первый раз, когда все песни специально писались для альбома, таким образом все композиции были абсолютно новыми. После пяти лет релизов и турне, группа распалась в 1992 году. В интервью 2006 года гитарист Intruder Грег Мессик утверждал, что группа пыталась остаться вместе после разрыва с Metal Blade, однако в конечном итоге никто не хотел изменения состава, который был неизбежен. Вокалист Джимми Гамильтон в том же интервью ответил на вопрос о распаде группы:

Мы расстались с Metal Blade в середине нашего тура, когда мы только попали в чарты. Кроме того, хотя мы были вместе так долго, но знаете, как это бывает у многих заключивших брак, там уже не было «любви», и мы сказали: «Этот брак необходимо прекратить на некоторое время. Мы должны были все обдумать».— Джимми Гамильтон
За свою короткую карьеру Intruder совершили внушительное число гастролей. Хотя было мало сделано для продвижения, группа смогла для каждой своей пластинки прокатиться по США, Канаде и Мексике и успеть разделить сцену с такими известными командами как Helstar и Morbid Angel. C 2002 года Intruder воссоединяется время от времени. Они были хедлайнером на Classic Metal Fest в Огайо в 2002, а также хедлайнером на Headbangers Open Air в Германии в 2007. В том же 2007 году группа выступила на фестивале Keep It True в Германии. В ноябре 2011 года группа играла реюнион-шоу у себя дома в Нэшвилле, штат Теннесси, в честь 20-летия альбома «Psycho Savant». Несколько концертов прошли в начале 2012 года, а в июле команда должна собраться на фестивале Headbangers Open Air в Германии.
В самом разгаре запись «Best Of» для Helion Records. Песни к этому альбому были выбраны самими фанатами на официальном веб-сайте группы. Также на записи будет присутствовать новый трек.

## Состав группы

### Текущий гастрольный состав
- Джимми Гамильтон — вокал
- Артур Виннет — гитары
- Грег Мессик — гитары
- Джефф Стрэггс — бас
- Джон Пьерони — ударные

### Последний состав (1992)
- Джимми Гамильтон — вокал
- Артур Виннет — гитары
- Грег Мессик — гитары
- Тодд Нельсон — бас
- Джон Пьерони — ударные

## Дискография

### Студийные альбомы
- Live to Die (1987)
- A Higher Form of Killing (1989)
- Psycho Savant (1991)
- Live to Die — Relived (2004)

### EP
- Cover Up / Cold Blooded Killer (1987)
- Escape From Pain (1990)